# White Chuck Cinder Cone
White Chuck Cinder Cone est un cône de cendres à Washington, États-Unis. Il a été découvert en 1934 par Everett Houghland, et il a une altitude de 1834 mètres.